# Davide Chiumiento
Davide Chiumiento, né le 22 novembre 1984 à Heiden, est un footballeur suisse et italien. Il évolue au poste de milieu de terrain.

## Carrière

### En club
Davide Chiumiento est recruté par la Juventus en 2004 et est envoyé en prêt à l'AC Sienne. En 2004-2005, le milieu de terrain dispute 14 matches dans le championnat d'Italie et inscrit 1 but. La saison suivante, il effectue un nouveau prêt, cette fois au Mans UC 72 dans le championnat de France. Il dispute 18 rencontres de Ligue 1, dont 9 comme titulaire, et inscrit 1 but face à l'Olympique de Marseille lors de la 14e journée. En 2006-2007, il est prêté au club des BSC Young Boys, qui évolue en Super League suisse. En 2007, Chiumiento est recruté par un autre club suisse, le FC Lucerne. Avec Lucerne, lors de la saison 2008-2009, il est le favori pour être associé en attaque avec Hakan Yakin, pour la première fois il va jouer le rôle des leaders aux côtés d'une grande star du football suisse.

### En équipe nationale
Davide Chiumiento est sélectionné par Bernard Challandes en équipe de Suisse espoirs. En novembre 2005, il inscrit un but lors du match aller des barrages du championnat d'Europe 2006 opposant la Suisse au Portugal. Chiumiento possède la double nationalité suisse et italienne, après avoir refusé plusieurs convocations en équipe de Suisse A, il choisit finalement de représenter la « Nati ».

## Palmarès

### FC Zurich
- Coupe de Suisse de football (2) :
  - 2014 et 2016